# Сарандінакі Євстафій Павлович
Євстафій (Стаматіос) Павлович Сарандінакі (бл. 1754–1821) — російський морський офіцер, капітан-командор (1799).

## Біографія
Народився, ймовірно, у 1754 році в родині архонта Монемвасії Павлоса Сарандінакі і шляхтички Олени Алексіано. Після того, як батько у 1770 році загинув у боротьбі проти турків, Стаматіос Сарандінакі був зарахований підпрапорщиком від солдатів на фрегат «Святий Павло», командиром якого був його дядько — Панагіоті Алексіано. У 1771 році вступив на російську військову службу, взявши собі ім'я Євстафій.
9 вересня 1771 року взяв участь у десанті, висадженому біля острова Станчіо (тепер — Кос), який оволодів турецькою фортецею Кефало. За це одержав чин констапеля (прапорщика) і посаду начальника артилерії корабля. Протягом 1772—1774 років перебував у Середземному морі. У 1775 році разом з ескадрою перейшов у Кронштадт, де був зарахований до артилерійської команди. У 1780 році проведений в чин унтер-лейтенанта морської артилерії.
У 1782 році під час переходу в Ліворно (Італія) на кораблі «Твердий» виправляв мічманську посаду й у травні того ж року був переведений у чин мічмана. У складі ескадри під командуванням віце-адмірала О. І. Круза здійснив плавання Ла-Маншем й у грудні 1782 року проведений в чин лейтенанта.
У 1783 році переведений до Азовської флотилії. З 1784 року — командир транспорта «Борисфен». 1 січня 1787 року Євстафій Сарандінакі, на той час вже командир фрегата «Григорій Богослов» проведений в чин капітан-лейтенанта. Того ж року переведений командиром 36-тигарматного фрегату «Олександра».
У 1788 році, за відзнаку в боях на Дніпровському лимані під Очаковим, був проведений в чин капітана ІІ рангу. У 1789—1790 роках командував 40-гарматним фрегатом «Кирило Білозерський», з яким крейсерував Чорним морем і 8 червня 1790 року брав участь в Керченській битві, а 28 серпня — в битві біля мису Тендра. 31 липня 1791 року, як командир 50-тигарматного фрегату «Святий Андрій Первозваний», відзначився в битві біля мису Каліакрія. Після бою його корабель крейсерував поблизу Варни, а згодом повернувся в Севастополь.
Влітку 1798 року капітан І рангу Євстафій Сарандінакі прийняв під своє командування лінійний корабель «Святий Павло».
З 28 листопада 1799 року — капітан-командор.
У 1803 році вийшов у відставку. Захопився сільським господарством, виписував врожайні сорти фруктових дерев, займався виноградарством. У 1806 році — депутат при Комісії для вирішення спорів про право на володіння землями на Кримському півострові. У 1807—1808 роках очолював Совісний суд Таврійської губернії.

## Топоніми
Іменем Євстафія Сарандінакі названа Сарандінакіна балка у Севастополі.

## Нагороди
- орден Святого Володимира (09.02.1791).
- орден Святого Георгія 4-го ступеня (31.08.1792).